# Canouville
Canouville – miejscowość i gmina we Francji, w regionie Normandia, w departamencie Sekwana Nadmorska.
Według danych na rok 1990 gminę zamieszkiwało 236 osób, a gęstość zaludnienia wynosiła 53 osoby/km² (wśród 1421 gmin Górnej Normandii Canouville plasuje się na 669. miejscu pod względem liczby ludności, natomiast pod względem powierzchni na miejscu 730.).